# Navalmanzano
Navalmanzano é um município da Espanha na província de Segóvia, comunidade autónoma de Castela e Leão, de área 32,83 km² com população de 1143 habitantes (2007) e densidade populacional de 35,18 hab/km².

## Demografia
| Variação demográfica do município entre 1991 e 2004 | Variação demográfica do município entre 1991 e 2004 | Variação demográfica do município entre 1991 e 2004 | Variação demográfica do município entre 1991 e 2004 |
| --------------------------------------------------- | --------------------------------------------------- | --------------------------------------------------- | --------------------------------------------------- |
| 1991                                                | 1996                                                | 2001                                                | 2004                                                |
| 1184                                                | 1157                                                | 1135                                                | 1157                                                |